# Список богомолів Сирії
У фауні Сирії  відомо близько 15 видів богомолів. Богомоли поширені в основному в субтропічних та тропічних країнах з теплим кліматом, лише окремі види зустрічаються у помірному кліматі.

## Список видів
| Наукова назва, автор, рік опису                      | Таксономія            | Статус МСОП | Зображення | Зауваження щодо поширення    |
| Microthespis dmitriewi Werner, 1908                  | Родина Mantidae       |             |            |                              |
| Mantis religiosa Linnaeus, 1758                      | Родина Mantidae       | LC          |            |                              |
| Empusa pennicornis Pallas, 1773                      | Родина емпузові       | -           |            |                              |
| Empusa fasciata Brullé, 1832                         | Родина емпузові       | -           |            |                              |
| Blepharopsis mendica (Fabricius, 1775)               | Родина емпузові       | —           |            | У літературі одиничні згадки |
| Iris oratoria Linnaeus, 1758                         | Родина Tarachodidae   | -           |            |                              |
| Sphodromantis viridis viridis (Forskål, 1775)        | Родина Mantidae       | —           |            |                              |
| Geomantis larvoides Pantel, 1896                     | Родина Mantidae       | —           |            |                              |
| Rivetina byblica Mistshenko, 1967                    | Родина Mantidae       | —           |            |                              |
| Rivetina caucasica caucasica [(Saussure, 1871)       | Родина Mantidae       | —           |            |                              |
| Rivetina syriaca anatolica La Greca & Lombardo, 1982 | Родина Mantidae       | —           |            |                              |
| Ameles kervilley Bolívar, 1911                       | Родина Mantidae       | —           |            |                              |
| Ameles syriensis Giglio-Tos, 1915                    | Родина Mantidae       | —           |            |                              |
| Eremiaphila gene Lefebvre, 1835                      | Родина Eremiaphilidae | —           |            | Уперше описаний у Сирії      |
| Eremiaphila typhon Lefebvre, 1835                    | Родина Eremiaphilidae | —           |            |                              |